# Bottelier
Een bottelier aan boord van een schip is verantwoordelijk voor de inkoop van proviand en de rantsoenering daarvan. Dit was tot in de negentiende eeuw vooral op lange reizen een belangrijke functie, omdat schepen vaak weken op zee verkeerden zonder een haven aan te doen. Te weinig of bedorven voedsel kon allerlei ziekten aan boord van het schip doen uitbreken. Naast de hoofdtaak had de bottelier in later tijd ook andere taken, waaronder het indelen van het wachtsvolk. 
Bij de Koninklijke Marine is het dienstvakonderscheidingsteken van de bottelier een vaatje of tonnetje.

## Trivia
Volgens De Taal van het Water zou het Engelse "butler" van deze dienstverlenende functie afgeleid zijn.